# Kortbaneløb på skøjter
Kortbaneløb på skøjter er en form for konkurrence i hurtigløb på skøjter. Under konkurrence er der flere løbere på banen (typisk mellem fire og seks), på en oval isbane med en omkreds på 111,12 m. banen er 60 m gange 30 m, hvilket er samme størrelse som en ishockeybane med internationale mål. 

## Udstyr
Skøjterne der bruges består af en kort støvle med en klinge der er 40/45 cm. lange og 1 – 1,2 mm. brede. Skøjterne er fladslebne modsat de skøjter ishockeyspillere og kunstskøjteløberne, bruger. Derudover hører der hjelm, skærefast dragt, benbeskyttere og skærefaste handsker med til udstyret.

## Konkurrenceform
Fire til otte løbere starter samtidig. 
De vigtigste regler er, at man skal løbe udenom klodserne i svingene, mens man må overhale indenom på langsiderne. 
Det er ikke tilladt at skubbe, krydse ind foran eller bevidst at sænke farten for at genere konkurrenterne. 
Ofte løbes der taktisk størstedelen af løbet, fordi placeringerne, og ikke tiderne, er vigtigst. Konkurrencerne afgøres i Cup – form, hvor de to bedste i hvert heat går videre.
Distancerne er 500, 1000, 1500 og 3000 meter. samt stafet over 3000 og 5000 meter.
I stafetterne konkurrerer hold á fire løbere, hvor løberne skiftes til at løbe for holdet, dog ikke i nogen fast rækkefølge. Blot skal alle have løbet for holdet, og de sidste to omgange skal løbes af samme løber.

## Historie
Short Track har rødder i USA/Canada ved århundredeskiftet, og udvikledes langsomt indtil den i 1980 havde stor nok udbredelse til, at International Skøjte Union (ISU) indførte officielt VM for både mænd og kvinder. Siden er sporten blevet meget populær i lande som USA, Canada, Kina, Korea, Japan, Australien, New Zealand, Belgien, Frankrig, Italien og Holland. Den udøves nu i over 30 lande heriblandt også Sverige og Norge.
Short Track var opvisningssport ved Vinter-OL i Calgary, og har siden fået officiel status ved OL i Albertville i 1992, den endelige bekræftelse på, at Short Track er en internationalt etableret idræt.

## Danmark
Kortbaneløb dyrkes i dag kun i en enkelt klub i Danmark, Short Track Odense, hvor der er omkring 10-15 medlemmer.
Der er ingen stævner i Danmark, løberne deltager dog i konkurrencer i udlandet som fx Sverige og Belgien. 
Der er en træningsweekend i Odense på Short Track, hvor rulleskøjteløber ofte deltager.

## Eksterne link
- Short Track Odense

Dansk Skøjte Union har givet tilladelse til benyttelse af tekster fra DSU´s hjemmeside